# Претнар, Клемен
Клемен Претнар (словен. Klemen Pretnar, родился 31 августа 1986 в Бледе) — словенский хоккеист, защитник польского клуба «Уния». Младший брат хоккеиста Бориса Претнара.

## Достижения
- Чемпион Словении: 2009/2010, 2010/2011
- Победитель первого дивизиона B чемпионата мира: 2010
- Серебряный призёр первого дивизиона B молодёжного чемпионата мира: 2005
- Бронзовый призёр первого дивизиона A молодёжного чемпионата мира: 2006